# Атаев, Борис Махачевич
Борис Махачевич Атаев (род. 19 июля 1957, Хунзах, Дагестанская АССР) — российский лингвист и кавказовед, доктор филологических наук (1998), профессор (2001), главный научный сотрудник Института языка, литературы и искусства ДФИЦ РАН, специалист по аварскому языку.

## Биография
Родился 19 июля 1957 года в селе Хунзах Хунзахского района Дагестана.
В 1979 году окончил филологический факультет Тбилисского государственного университета по специальности «кавказские языки».
В 1979—1981 годах работал корреспондентом газеты «Дагестанский университет».
В 1985 году в Институте истории, языка и литературы ДНЦ РАН в Махачкале защитил диссертацию «Сравнительный анализ местоимений в аваро-андо-цезских языках» и получил учёную степень кандидата филологических наук.
С 1985 года работает в Институте языка, литературы и искусства ДФИЦ РАН, занимал должности младшего (1985—1992), старшего (1992—2002), ведущего (2002—2014) и главного (с 2014) научного сотрудника, работал заведующим отделом источниковедения и научной информации (2004—2008), заместителя директора по научной работе (2018—2019).
В 1998 году в Институте языкознания РАН в Москве защитил диссертацию «Формирование и развитие аварского литературного языка» и получил учёную степень доктора филологических наук. В 2001 году получил учёное звание профессора.

## Научная и общественная деятельность
Область научных интересов — кавказоведение, этнология, этнография, этнолингвистические и культурные связи народов Евразии.
Автор около 300 научных работ. Тема научных работ — историческая морфология аваро-андо-цезских языков, история литературного аварского языка, история изучения аварского языка, функционирование и взаимодействие языков Дагестана и русского языков в полиэтнической среде, социолингвистические проблемы малых языков Дагестана.
Автор проекта программы «Сохранение и развитие языков народов Дагестана» (1997).
Заместитель главного редактора журнала «Вестник ИЯЛИ ДНЦ РАН» (с 2018), членом редколлегии журналов «Вестник ДНЦ РАН» (с 2018), «Социолингвистика» (с 2020), «Вестник Ингушского НИИ ГН им. Ч. Э. Ахриева» (с 2020) и «Вестник филологических наук» (с 2022).
Член учёного совета Дагестанского республиканского отделения Русского географического общества, Экспертного совета ВАК при Минобрнауки России по филологии и искусствоведению (с 2022), Республиканской термино-орфографической комиссии по языкам народов Дагестана при правительстве Дагестана (с 2023). Председатель президиума благотворительной организации «Наследие» в Махачкале.

## Признание
- Член Союза журналистов РФ (1980)
- Звание «Ветеран труда» (2015)
- Премия Союза журналистов Дагестана «Золотой орел» (2008) за вклад в сохранение и развитие национальных языков.